# Roeven
Roeven is een buurtschap gelegen in het zuidwesten van de gemeente Nederweert in de Nederlandse provincie Limburg. Roeven ligt samen met de naburige buurtschappen Schoor en Kraan ingesloten tussen de snelweg A2, de Zuid-Willemsvaart en het Kanaal Wessem-Nederweert. Hierdoor ligt deze buurtschap enigszins geïsoleerd ten opzichte van de rest van de gemeente Nederweert. De bebouwing van Roeven bevindt zich aan een gelijknamige straatweg en aan de zijwegen 'Wessemerdijk', 'Arishoek' en 'Roeventerschans'. Blikvangers in de buurtschap zijn twee rijksmonumenten: de Waterkrachtcentrale Roeven uit 1920 en de windmolen Windlust uit 1872.

## Etymologie
Roeven wordt voor het eerst vermeld in een overzicht van grondbezitters die belastingplichtig waren aan het Maastrichtse kapittel van Sint-Servaas. Een van deze grondbezitters was Antonius Welen, zoon van Wilhelmus Welen, die een hof had gelegen boven het Roederven. Letterlijk betekent dit rood ven. Dit verwijst weer naar het bruine, ijzerhoudende water van een nabijgelegen ven.
Tussen 1771 en 1778 werden de Ferrariskaarten van de Oostenrijkse Nederlanden vervaardigd. Op deze kaart werd de buurtschap vermeld als Rooven. In het Limburgs wordt de buurtschap aangeduid met 'Roove'.

## Geschiedenis

### Vroegste bewoning
In 1986 en 1987 werd bij archeologische opgravingen aan de Wessemerdijk een Romeins grafveld blootgelegd. Daarbij werden zeventien crematiegraven onderzocht die dateerden uit de eerste en tweede eeuw na Christus. Dit wijst erop dat zich in deze omgeving in deze periode een kleine Romeinse nederzetting bevond.
De huidige buurtschap stamt uit de middeleeuwen. Vanaf de middeleeuwen tot de Franse tijd was Roeven bestuurlijk ingedeeld bij het heerschap Schoor, een van de vijf heerschappen bij Nederweert.

### Roeventerschans
In het begin van de zeventiende eeuw had de streek veel te lijden van de Tachtigjarige Oorlog. De bewoners van Roeven en de nabijgelegen buurtschappen Truijenhoek, Kraan, Heihoek, SChoor en Hulsen zagen zich genoodzaakt een schans op te richten om zich te beschermen tegen rondtrekkende soldaten en rovers. Deze met wallen en een drie meter brede gracht omgeven schans kreeg de naam 'Roeventerschans'. Hij was gelegen in het hart van Roeven, aan de huidige straatweg Roeventerschans, nabij de splitsing met de straatweg Roeven. De schans besloeg een oppervlak van 0,8 hectare. Op elk van de vier hoeken van de schans was een klein bastion gelegen. De Roeventerschans was alleen toegankelijk via een brug aan de oostzijde. In het zuidelijke gedeelte van de schans waren wat eenvoudige woningen opgetrokken. In 1646 vond de overdracht van een huis op de Roeventerschans plaats, wat duidelijk maakt dat de schans in ieder geval voor die tijd aangelegd moet zijn. Gaandeweg verloor de schans zijn functie als toevluchtsoord. Omstreeks 1880 stonden er nog vijf primitieve huisjes. Uiteindelijk werden de wallen geëgaliseerd en de gracht teruggebracht tot een smalle sloot. Eind twintigste eeuw was de schans nagenoeg uit het landschap verdwenen, hoewel met behulp van luchtfotografie de contouren van de schans nog wel te herkennen waren.

### Roevenwaerdtmolen
In de zeventiende eeuw werd ten noorden van Roeven een windmolen gebouwd. Deze Roeventer standaardmolen werd ook wel de Roevenwaerdtmolen genoemd. Hij was gemaakt van grenen- en eikenhout. Het dak en de voorzijde van de molen was betimmerd met houten leien. De molen was eigendom van de heren van Weert en in gebruik als banmolen: inwoners van het heerschap Schoor werden verplicht om alleen van deze molen gebruik te maken. De molenaar mocht 1/24ste deel van de te malen grondstof inhouden als maalloon. Op 28 april 1800 werd de molen verkocht. De opbrengst ging naar de Franse Republiek. Niet lang daarna werd de molen afgebroken.

### Aanleg van de kanalen

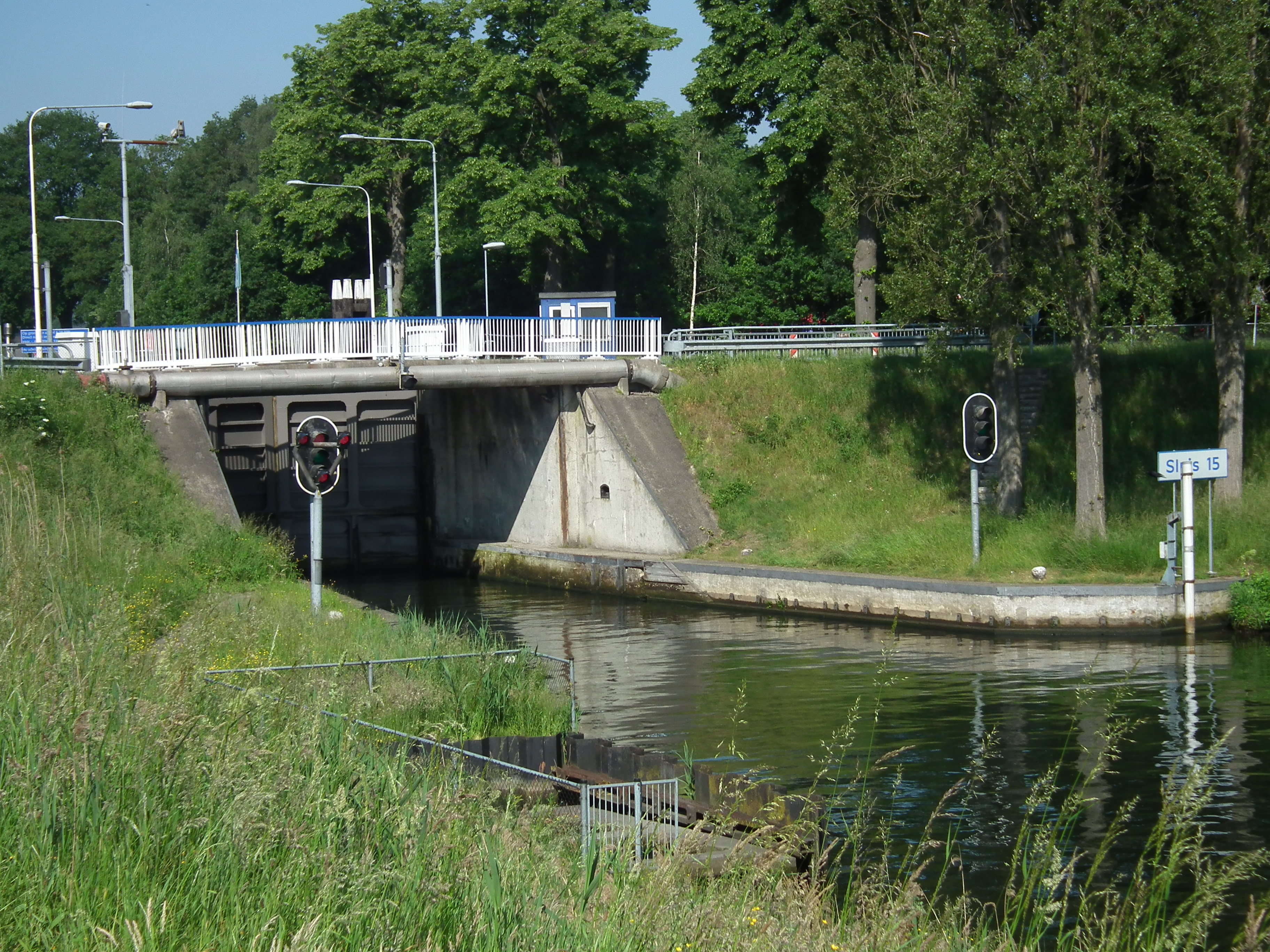
Sluis 15 in de Zuid-Willemsvaart

In het begin van de negentiende eeuw gaf de Franse keizer Napoleon Bonaparte opdracht tot het graven van een kanaal tussen Antwerpen en de Maas: het Grand Canal du Nord. In 1809 werd het traject ten noorden van Roeven gegraven. Hoewel uiteindelijk bij het dorp Beringe de graafwerkzaamheden werden gestaakt, was de geografische scheiding tussen Roeven en het dorp Nederweert een feit. In 1824 werd in opdracht van koning Willem I het onvoltooide kanaal verder verbreed en opgenomen in de Zuid-Willemsvaart. Een beek die vanuit het noorden water aanvoerde voor Roeven werd daarbij afgesneden. Hierdoor ontstond droogte en een gebrek aan bluswater.
Bij een volkstelling in november 1849 bleek Roeven te bestaan uit 21 bewoonde en 3 onbewoonde huizen. Er woonden toen in totaal 122 inwoners in de buurtschap. Alle inwoners waren lid van de Rooms-Katholieke Kerk.
In 1922 werd ten oosten van Roeven het Kanaal Wessem-Nederweert aangelegd. De enorme hoeveelheid grond die daarbij vrij kwam werd in de vennen van de Roeventerpeel gestort. Naast een groot oppervlakte aan agrarisch land moesten ook vier boerderijen uit de naburige buurtschap Hulsen onteigend worden. Ten behoeve van het nieuwe kanaal werd het waterpeil in de Zuid-Willemsvaart verlaagd. Dit werd in 1919 bereikt door Sluis 15, die tot dan toe tussen het dorp Nederweert en het gehucht Budschop was gelegen, te verplaatsen naar een locatie direct ten noorden van Roeven. Via een voedingskanaaltje werd de nieuwe Sluis 15 verbonden met de Noordervaart. Het hoogteverschil tussen dit voedingskanaal en de Zuid-Willemsvaart werd benut door in 1920 Waterkrachtcentrale Roeven te bouwen.

### Tweede Wereldoorlog
Om een dreigende Duitse invasie het hoofd te bieden werd in 1939 gebouwd aan een grote verdedigingslinie: de zogenaamde Peel-Raamstelling. Als onderdeel van die verdedigingslinie werden net ten noorden van Roeven bij de Zuid-Willemsvaart kazematten geplaatst.
Op 10 mei 1940 werd de Duitse invasie een feit met de start van operatie Fall Gelb. Ter verdediging werd om 07:00 uur de brug bij Sluis 15 door politietroepen opgeblazen. Dit mocht echter niet baten, want de brug bij Sluis 17 nabij het Belgische Lozen werd niet opgeblazen. Zo konden de Duitsers alsnog eenvoudig de Zuid-Willemsvaart oversteken. Via Hamont en Weert kwamen zij achter de Nederlandse verdedigingslinie. Op 11 mei gaven de in Nederweert gelegerde Nederlandse soldaten zich over.
Het zou tot vrijdag 22 september 1944 duren voordat Roeven weer bevrijd werd. Onder druk van oprukkende Engelse soldaten waren de Duitsers genoodzaakt zich op de oostoever van het kanaal Wessem-Nederweert te verschansen.
Op 3 oktober 1944 werd er vanaf de overzijde van het kanaal Wessem-Nederweert met artillerie op Roeven geschoten. Daarbij werd een inwoner, Thuum Ceelen, door een granaatscherf aan zijn hoofd verwond. Hij overleed twee dagen later.
Op 4 oktober werd de molen van Roeven door een Duitse patrouille in brand gestoken.
Vanwege een zware Duitse tegenaanval bij Meijel tussen 27 oktober en 3 november waren de geallieerden lange tijd niet in staat het kanaal Wessem-Nederweert over te steken. Pas op 14 november werd de aanval ingezet. Voorafgaand door zwaar artillerievuur werd het kanaal met roeiboten en amfibievoertuigen overgestoken. Bij deze gevechten liep Nederweert-Eind grote schade op. Enkele dagen later waren de Duisters dusdanig ver verdreven dat er geen gevaar meer was voor granaatbeschietingen.

### Aanleg van de snelweg A2
In 1970 werd het traject Nederweert-Kelpen van de snelweg A2 voltooid, waardoor Roeven ook geïsoleerd raakte ten opzichte van Weert.
Voor de aanleg van de snelweg was veel zand nodig, wat onder andere werd verkregen door het eilandje af te graven dat in de kanalen viersprong was ontstaan na de aanleg van het Kanaal Wessem-Nederweert.
Nabij Roeven werden ook twee verzorgingsplaatsen aangelegd: Meiberg en Roevenpeel. Deze laatste werd vernoemd naar het natuurgebied Roeventerpeel.

## Monumenten

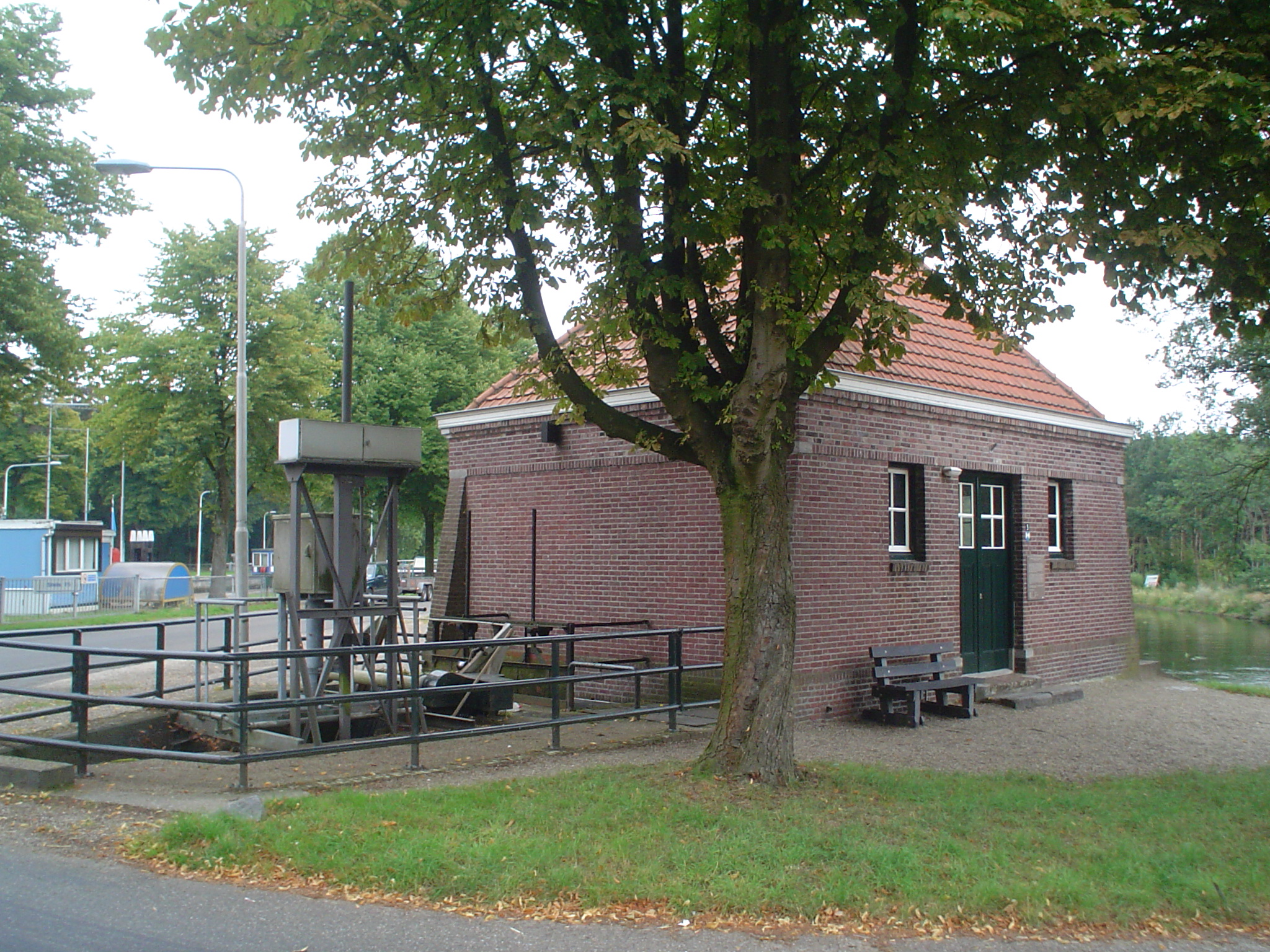
Waterkrachtcentrale Roeven

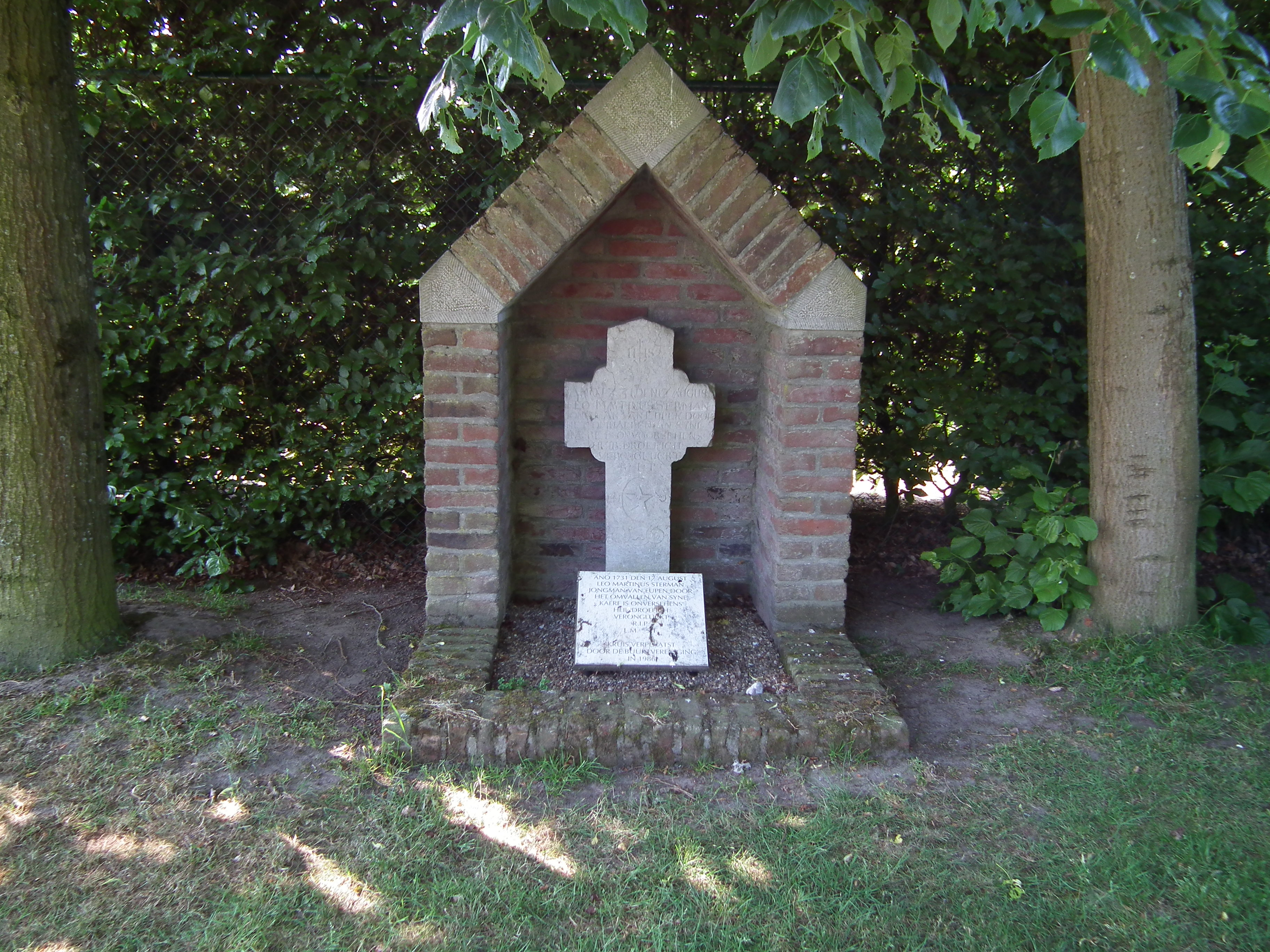
Het ongelukskruis aan de Wessemerdijk

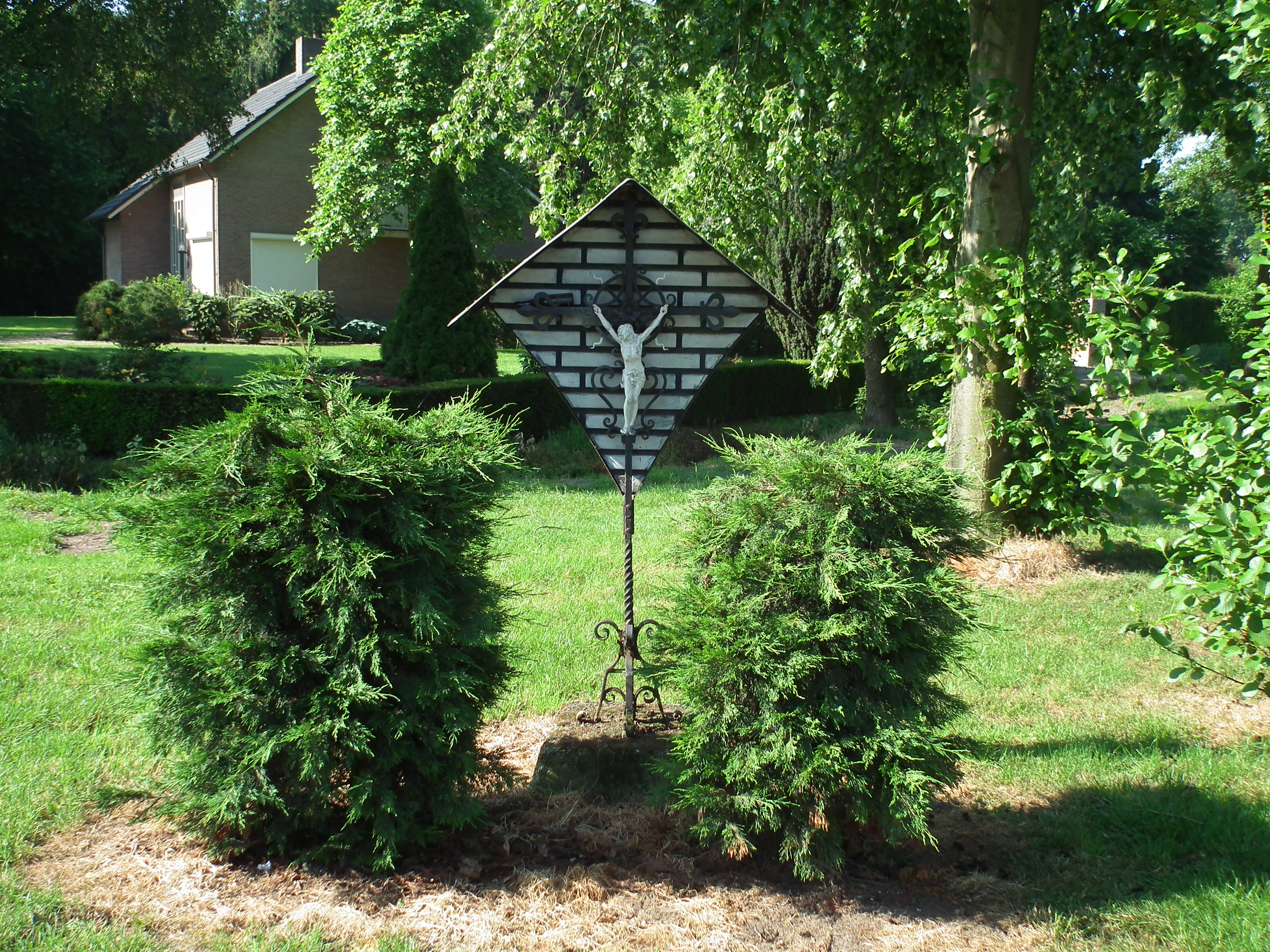
Het hagelkruis aan de wegsplitsing van Roeven met de Roeventerschans

### Waterkrachtcentrale Roeven
De nabij Sluis 15 gelegen rijksmonumentale Waterkrachtcentrale Roeven werd gebouwd in 1920. De turbine van de centrale wordt aangedreven door water dat vanuit de Zuid-Willemsvaart 1,8 meter naar beneden valt in het op de Noordervaart aangesloten voedingskanaaltje. Van oudsher werd de opgewekte elektriciteit gebruikt voor de verlichting van de sluis, de dienstwoningen en enkele nabijgelegen boerderijen. Rond 1949 werd de centrale buiten werking gesteld. Na een grondige restauratie in 1992-1993 werd de centrale weer in gebruik genomen. Sindsdien levert deze groene energie.

Aan de vooravond van de Tweede Wereldoorlog vormde de Noordervaart een onderdeel van de Peel-Raamstelling, een grote verdedigingslinie. Bij de verdediging moest ook gebruik kunnen worden gemaakt van inundatie, het opzettelijk onder water zetten van gebieden. Om dit proces te versnellen werd de capaciteit van de inlaatduiker die het voedingskanaaltje bij Sluis 15 voedt vergroot. Deze betonnen inlaat werd daarmee ongeveer twee meter breed en één meter diep. Omdat de inlaat kenmerkend is voor de versterking en verdediging van Nederland tijdens de Tweede Wereldoorlog, werd deze aangemerkt als rijksmonument onder de naam "Overlaat S3".

### Windmolen Windlust
De windmolen Windlust werd in gebruik genomen op 25 november 1872. De molen werd gebouwd in opdracht van Jacobus Bruekers. De familie Bruekers zou generaties lang, tot 1965, eigenaar van de molen blijven. Om voldoende wind te vangen is de molen op een berg gebouwd, waardoor deze van het type beltmolen is. Op de molen werd tarwe, haver, boekweit en maïs gemalen. In 1933 was de Windlust de eerste Limburgse windmolen die werd voorzien van stroomlijnwieken. Dankzij dit zogenaamde systeem 'Dekker' kon ook bij geringe wind toch gemalen worden.
Tijdens de Tweede Wereldoorlog werden de maalwerkzaamheden gecontroleerd door de Duitse bezetter. Dit weerhield veel buurtbewoners er niet van om 's nachts clandestien hun graan te laten malen. Tegen het einde van de Tweede Wereldoorlog, op 4 oktober 1944, werd de molen door een Duitse patrouille in brand gestoken. De molen brandde volledig uit en bleef vervolgens jaren als een ruïne in het landschap staan. In 1965 werd de ruïne verkocht, waarna een notaris uit Nederweert de molen volledig restaureerde. Voor het symbolische bedrag van 1 gulden werd de molen overgedragen aan de gemeente Nederweert. Het olieslagwerk uit 1897 werd gerestaureerd en op 1 oktober 2011 in gebruik genomen. De molen is regelmatig opengesteld voor publiek.

### Het ongelukskruis
Nabij de Wessemerdijk bevindt zich het oudste ongelukskruis van de gemeente Nederweert. Het wegkruis dient ter herinnering aan een ernstig ongeluk. Op 17 augustus 1731 verongelukte Leo Martinus Sterman bij het omslaan van zijn kar. Oorspronkelijk bevond het kruis zich aan de 'Lo-ate weeg' of 'Latenweg', een akkerweg tussen Hulsen en Schoor. Door ruilverkaveling verdween deze akkerweg en werd het kruis door de lokale buurtvereniging verplaatst naar een zijweg van de Wessemerdijk. Om het kruis beter te kunnen beschermen tegen regen en vorst is het geplaatst in een eenvoudige kapel.

### Het hagelkruis
In 1911 werd de gehele oogst van het gehucht Roeven vernietigd door hagel. Om nieuwe misoogsten te voorkomen werd in 1912 door de buurtbewoners gezamenlijk een kruis gekocht. Aan de wegsplitsing van Roeven met de Roeventerschans werd een kapelletje gebouwd waar het kruis in werd geplaatst. Daarop volgde de inzegening door de pastoor van de Sint Lambertusparochie. Later werd de kapel afgebroken en het hagelkruis in de open lucht geplaatst.